# CR400AF
CR400AF — один из двух реализованных проектов скоростного поезда Китая для эксплуатации на скоростях до 350 км/ч, созданный в рамках железнодорожного проекта «Возрождение».
С 2023 года экспортная версия поездов под кодовым названием KCIC400AF действует на скоростной железнодорожной линии в Индонезии.

## Проект «Возрождение»
Проект «Возрождение» начался в 2012 году; его целью было создание национальной системы железнодорожного транспорта, не зависящего от импортируемых технологий и деталей. Задачей стала полная замена системы железнодорожного транспорта (проектирования и строительства поездов, систем управления, путей сообщения) на китайскую. В рамках этого проекта были разработаны разные серии поездов, для эксплуатации на разных скоростях. Первыми были созданы высокоскоростные поезда серии CR400 в двух модификациях: CR400AF и CR400BF.

## История
В течение более 10 лет китайские инженеры во время реализации проекта «Гармония» сотрудничали с представителями Alstom, Siemens, Bombardier, Kawasaki, Hitachi, что позволило самостоятельно разработать полностью независимый китайский проект «Возрождение».
Техническое задание было сформулировано в декабре 2013 года. Разработка проекта была завершена в сентябре 2014 года.
В июне 2015 первые 2 поезда покинули цех.
В июле 2015 были проведены тесты на скоростях до 160 км/ч. С сентября 2015 по май 2016 поезд проходил ходовые испытания. В июле 2016 года были проведены испытания на скорости 420 км/ч Для завершения тестирования поезда проверялись в разных режимах, тестовый пробег каждого поезда составил 600 000 км.
15 августа 2016 года был совершен первый рейс с пассажирами из Даляня в Шэньян. 3 января 2017 года получен государственный сертификат и разрешение на массовое производства новых поездов. 27 июля 2017 года был совершен первый регулярный рейс с пассажирами из Пекина. 23 сентября 2017 года начата коммерческая эксплуатация.

## Производство
Поезда модификации CR400AF разработаны на заводе CRRC Qingdao Sifang Locomotive and Rolling Stock Co., Ltd.
По состоянию на январь 2020 года произведено 225 составов CR400AF, в том числе 154 оригинальных, 57 в конфигурации CR400AF-A, 8 в конфигурации CR400AF-B, 1 в конфигурации CR400AF-С и один не сертифицированный на тот момент CR400AF-S.

## Характеристики

### Конструкция
Вагоны в поездах серии CR400 выше и шире, чем в предыдущих поколениях. Удельное энергопотребление состава в пересчёте на одного пассажира уменьшилось до 17 %, а аэродинамическое сопротивление сокращено на 7-12 %.
Поезда имеют конфигурацию — 4 моторных вагона и 4 буксируемых, и могут быть сгруппированы в составы длиной 4, 8, 12, 16 вагонов.
Поезда CR400 могут эксплуатироваться при температурах от −40 до +40 градусов.
Предполагаемый срок службы поезда выше эксплуатируемых поездов класса СRH380 на 50 % и составляет 30 лет.

### Безопасность
По сравнению с поездами проекта «Гармония», в CR400AF количество датчиков, собирающих информацию о состоянии поезда и окружающего пространства, увеличено на четверть и составляет 2500 штук. Для системы была разработана специальная политика безопасности, в соответствии с которой поезд без участия человека по совокупности данных сенсоров может принять решение о снижении скорости или полной остановке.
Кроме систем активной безопасности реализованы также меры пассивной безопасности, в том числе конструкционные решения, предохраняющие головной вагон от опрокидывания во время столкновения. Также корпус головного вагона разработан по технологии многоступенчатой абсорбции энергии, по аналогии с использующимися в легковых автомобилях решениями. Такие решения позволяют поезду выдерживать столкновения на низких скоростях с тяжелыми объектами и на средних скоростях — с объектами массой до 15 тонн.

### Интерьер
Стандартно поезда представлены в трехклассной компоновке. Кресла вращаются, чтобы пассажир всегда сидел по ходу поезда. В вагонах есть традиционный и европейский туалеты. 

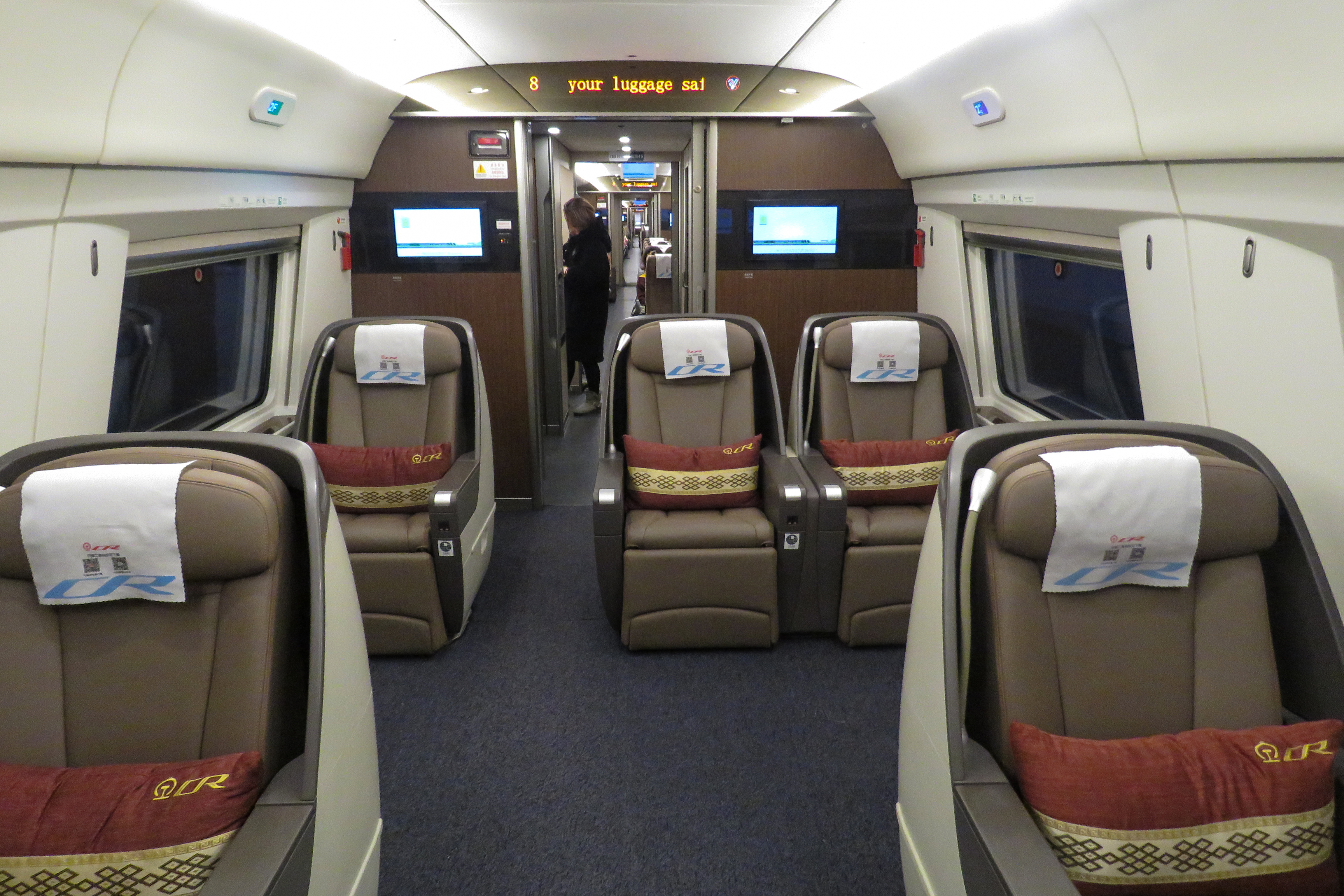
Салон бизнес-класса
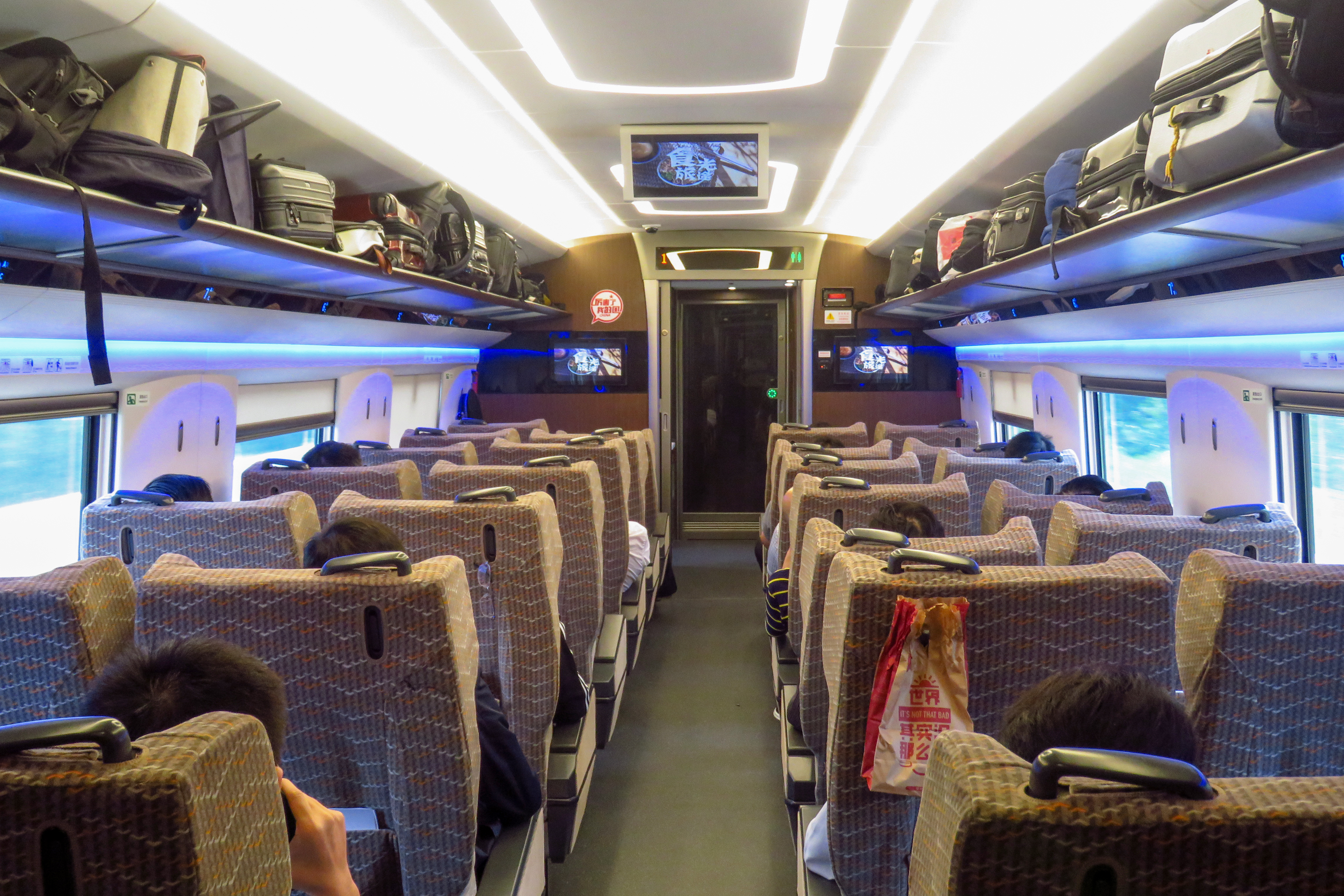
Салон 1 класса
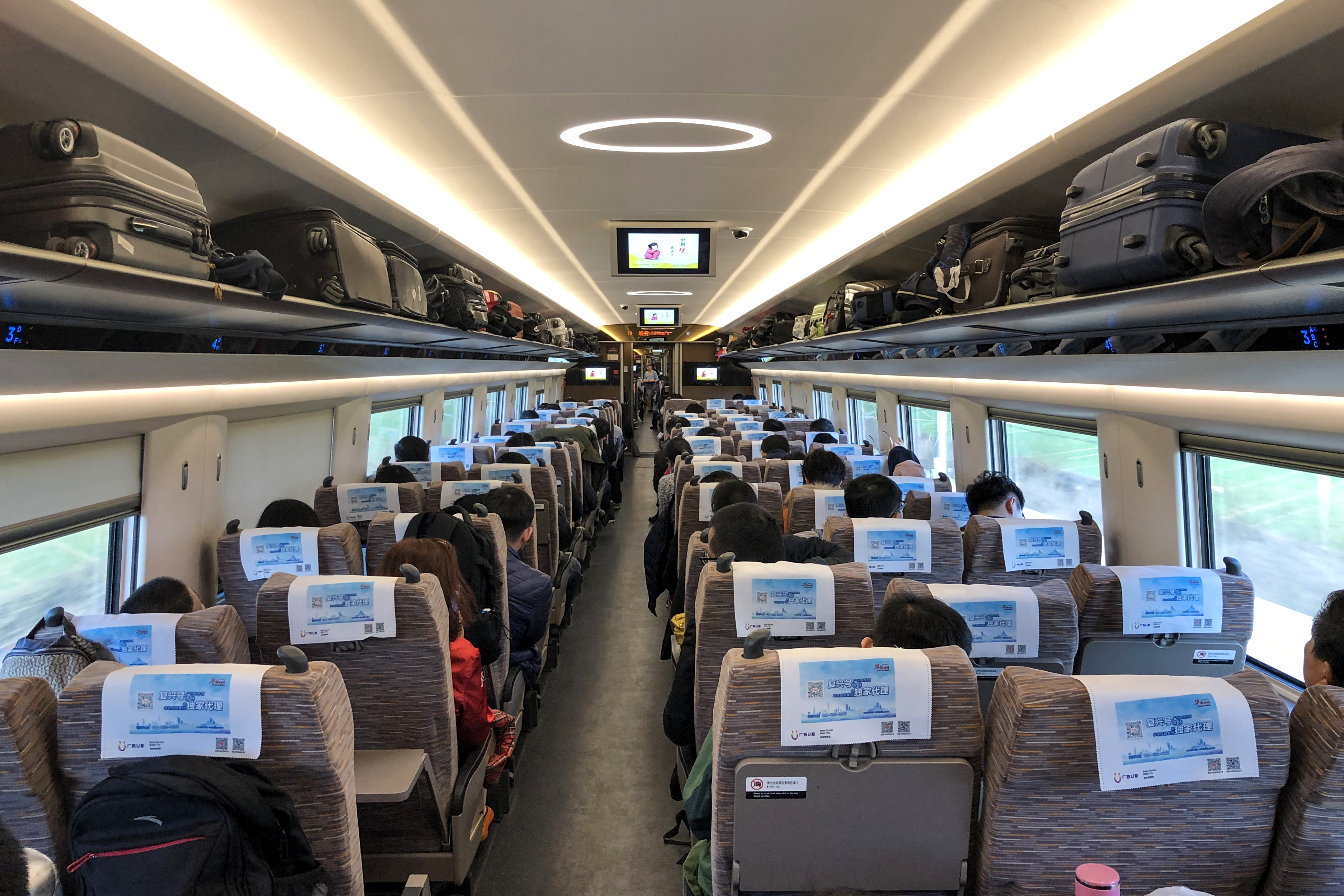
Салон второго класса
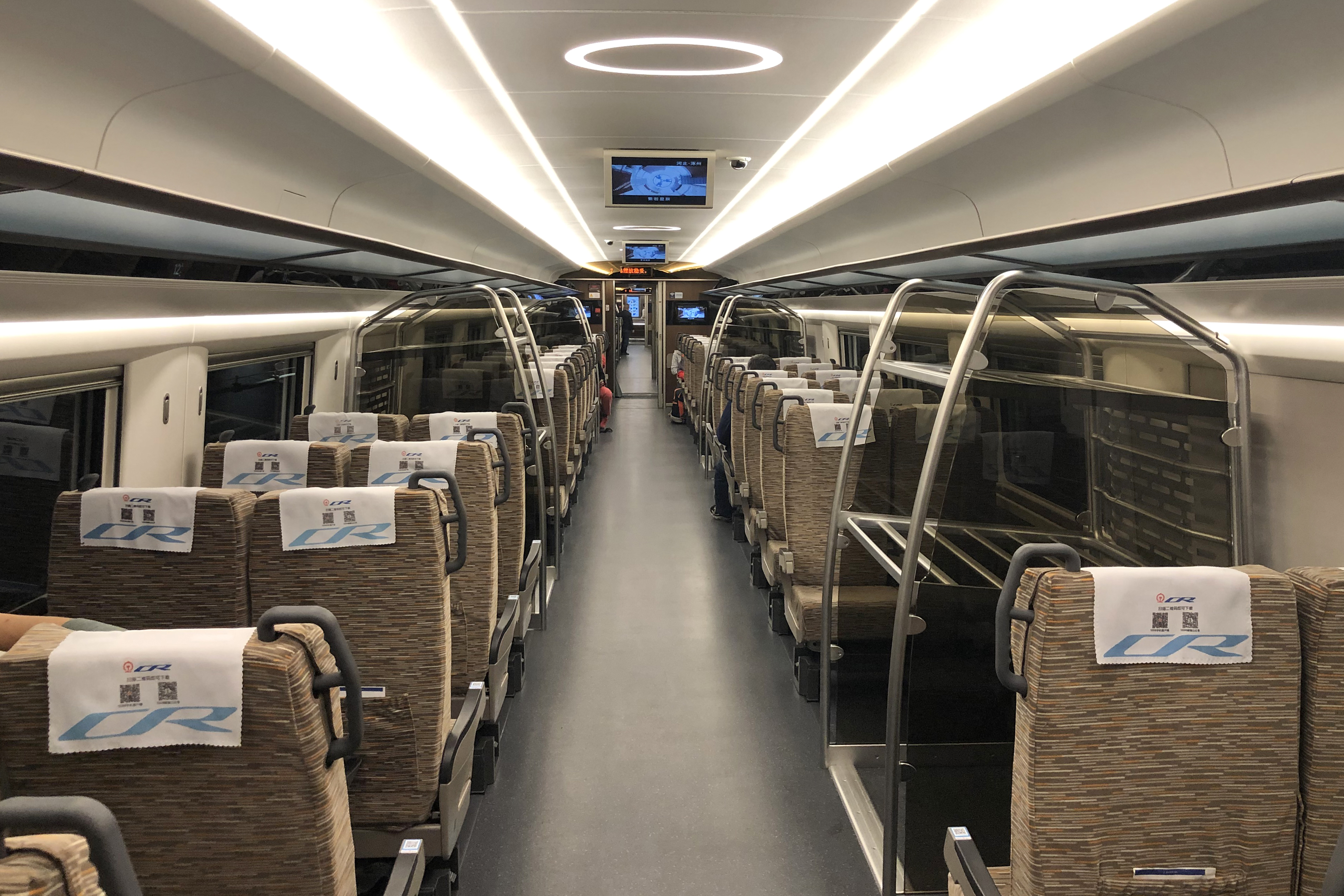
Салон экспресса в аэропорт Пекин-Дасин
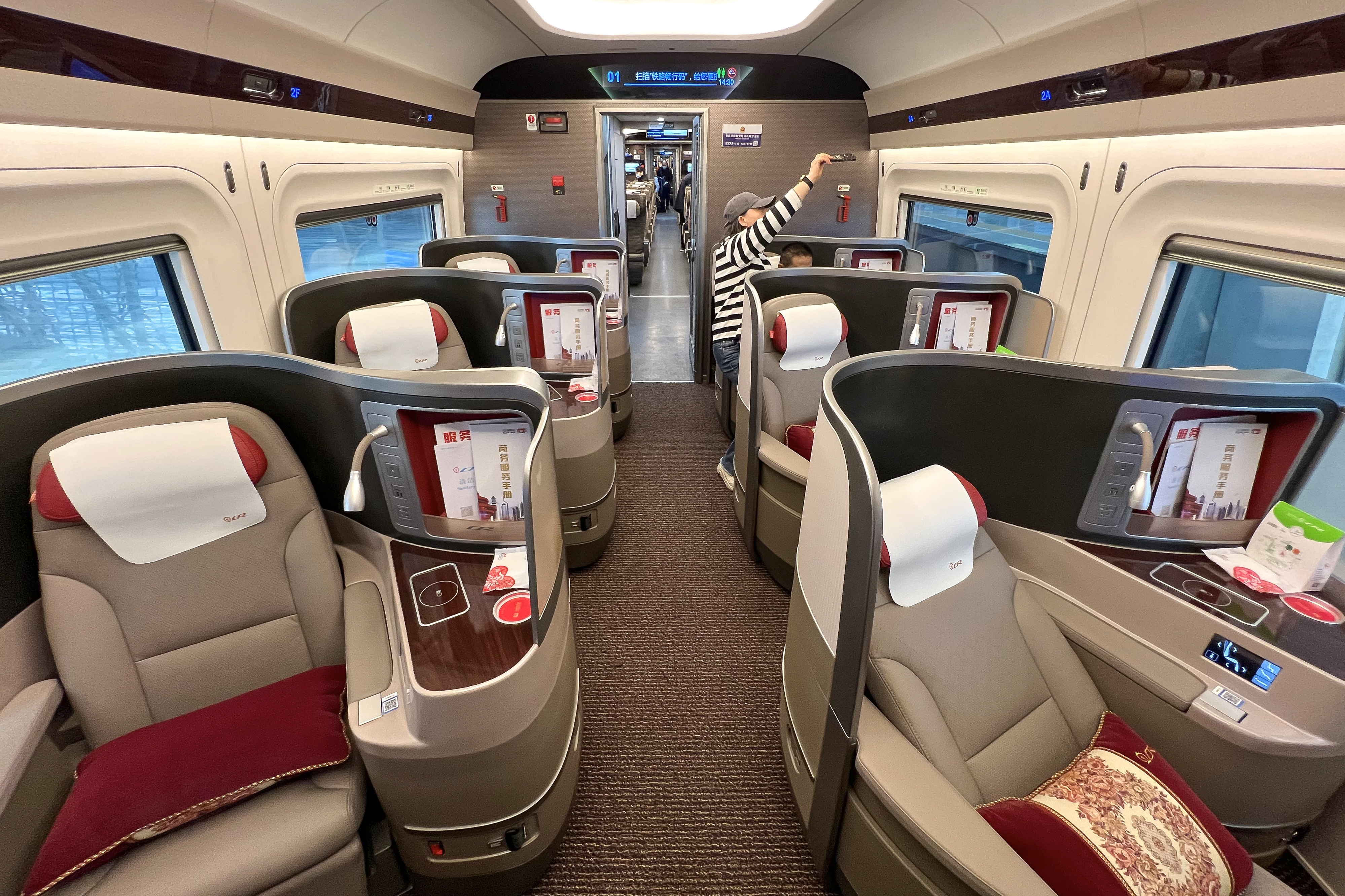
Салон бизнес-класса (CR400AF-Z)
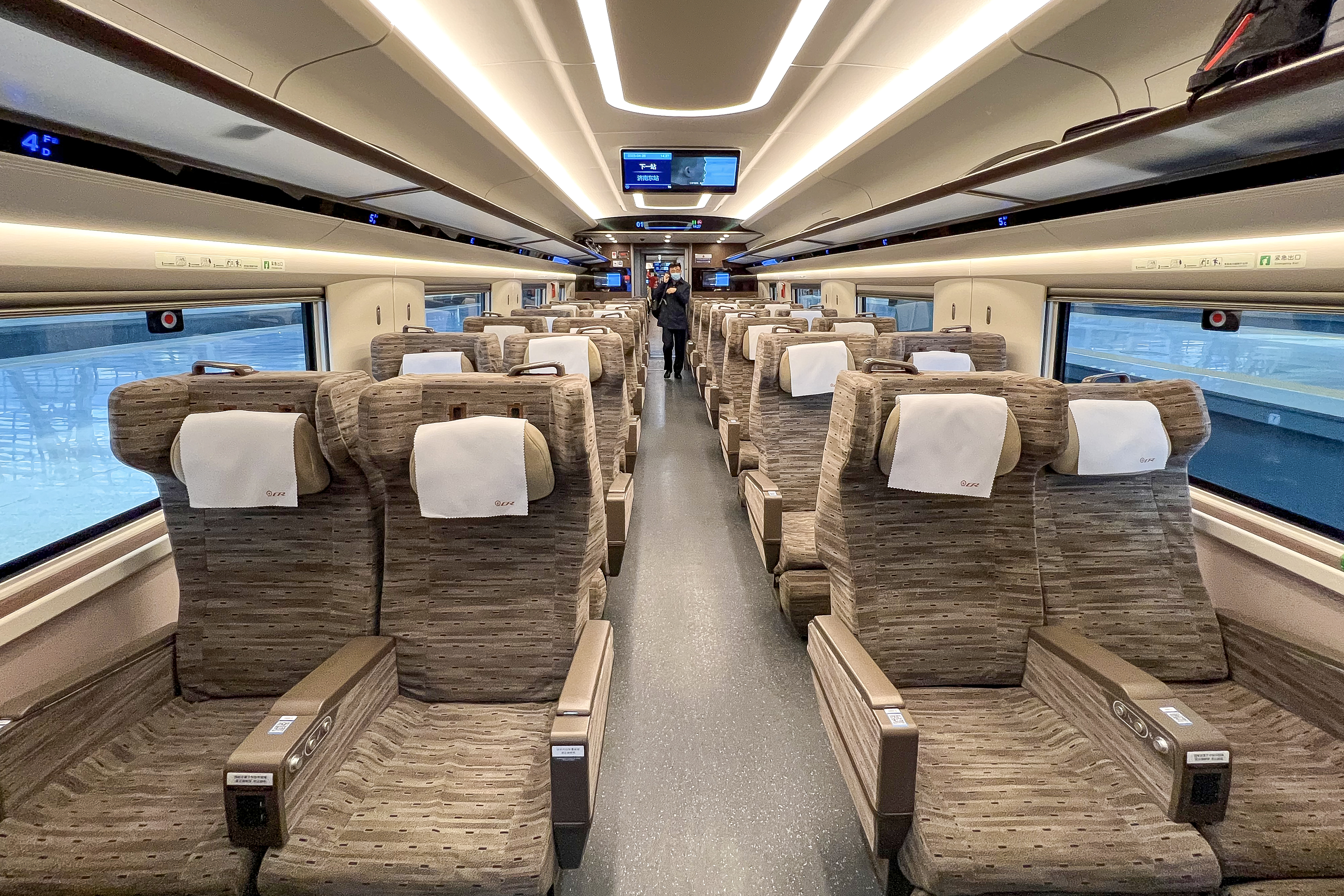
Салон 1 класса (CR400AF-Z)

## Конфигурации

### CR400AF
Базовый вариант состава из 8 вагонов, длина составляет 230,85 м. Вместимость — 576 человек. Эксплуатируется также вариант со спальными вагонами вместимостью 231 человек. На линии в аэропорт Пекин-Дасин используется вариант на 392 пассажира.

### CR400AF-A
Вариант состава из 16 вагонов. Длина — 414 м, вместимость — 1193 человека.

### KCIC400AF/AF-CIT
Экспортная версия CR400AF для скоростной линии в Индонезии под кодовым названием KCIC400AF (пассажирские составы) и KCIC400AF-CIT (диагностический поезд).

### CR400AF-B
Вариант состава из 17 вагонов. Общая длина состава — 439,9 метра, вместимость — 1283 чел. Впервые запущен в эксплуатацию 5 января 2019 года. Количество вагонов ограничено стандартной длиной платформы для высокоскоростных поездов в Китае в 450 метров и размерами депо.

### CR400AF-С
Обновленный состав линейки. Первый представитель произведен 25 апреля 2020 года. Отличается новой системой управления, более высоко расположенной кабиной машиниста, упрощенным, с целью экономии, интерьером.

### CR400AF-S
Двухэтажный вариант высокоскоростного поезда, созданный для удовлетворения потребностей возросшего пассажиропотока на маршруте Пекин — Шанхай. Планируется 16 вагонов. Высота состава — 4500 мм, в сентябре 2020-го идут испытания.

### CR400AF-G
Усиленный вариант для эксплуатации в пустынных районах и сильными ветрами. В сентябре 2020 проходит испытания.

## Эксплуатация

### Рекорды
На железной дороге Чжэнчжоу — Сюйчжоу 15 июля 2016 года был установлен мировой рекорд скорости при движении по рядом расположенным рельсам на встречных направлениях. Каждый из поездов, и CR400AF, и CR400BF, двигался со скоростью 420 км/ч. Скорость сближения составила 840 км/ч.